# Aztalan State Park

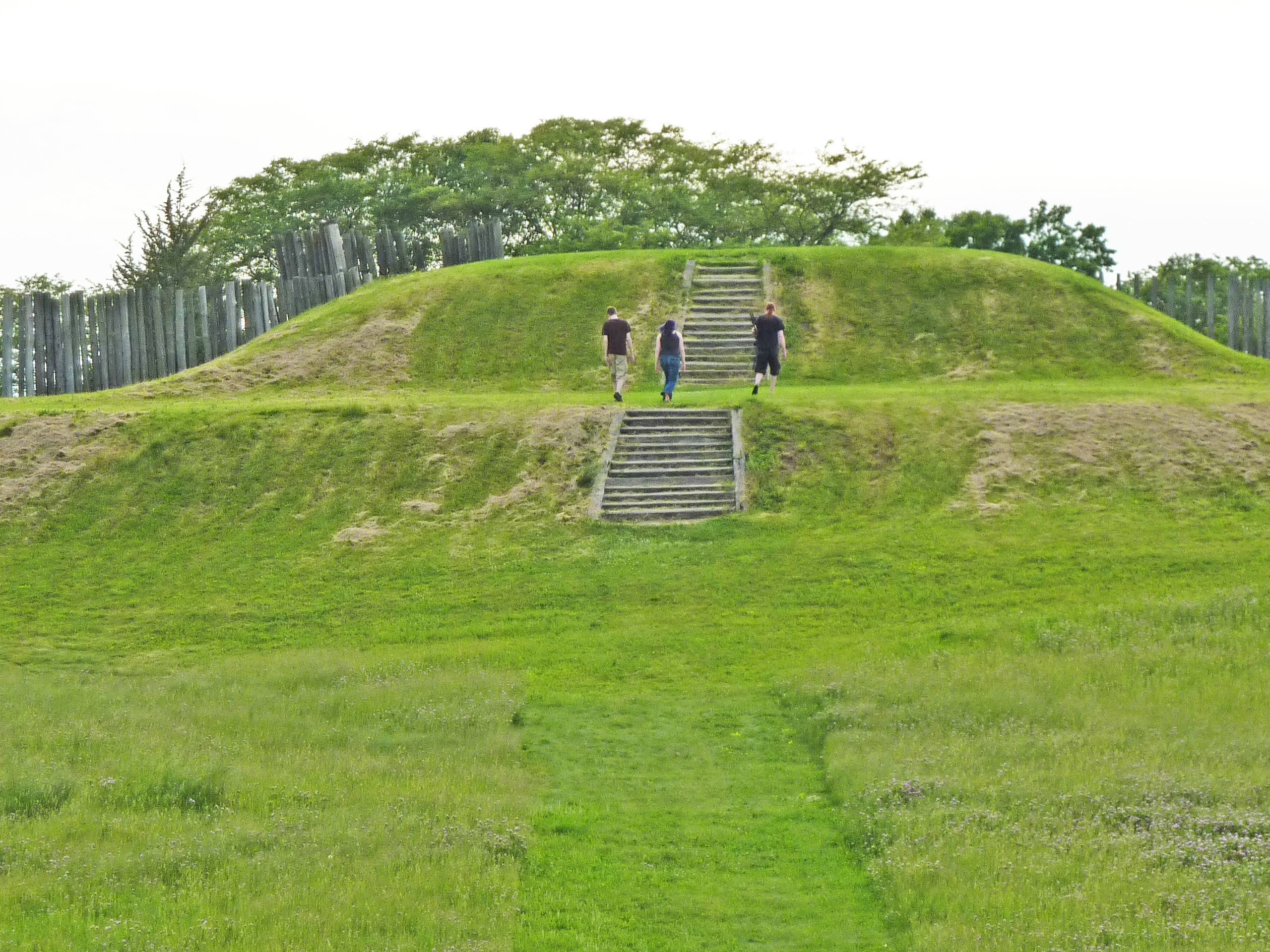
Trappen aan de oostkant van de grootste platform mound in Aztalan State Park

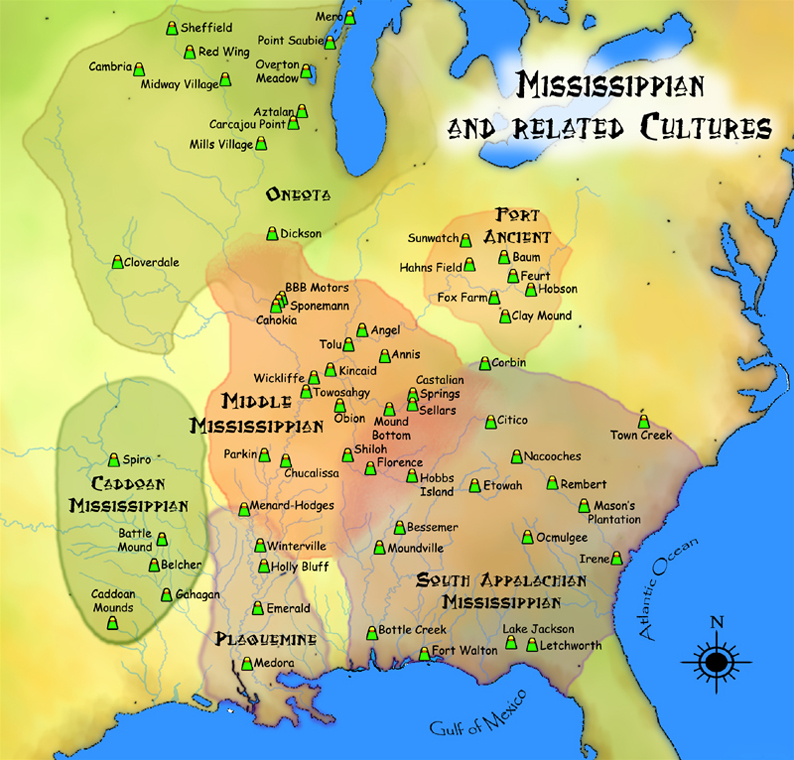
Dit zijn ongeveer de gebieden van de Mississipiculturen en culturen die er aan zijn verbonden. Aztalan is op de kaart in het gebied van de Oneota.

Aztalan State Park is een staatspark in de stad Aztalan, Jefferson County in Wisconsin, in de Verenigde Staten.
Het park is er sinds 1952 en werd tot National Historic Landmark verklaard in 1964 en in 1966 toegevoegd aan het National Register of Historic Places. Het park is 70 ha groot, en ligt langs de Crawfish rivier.
Aztalan is de archeologische site, de vestigingsplaats van een oude Mississippicultuur, die bloeide van de 10e tot de 13e eeuw. De inheemse indiaanse bevolking bouwde massieve aardwerken mounds voor religieuze en politieke doeleinden. De indianen maakten deel uit van een wijdverbreide cultuur met belangrijke vestigingen in het gebied van de Mississippiriviervallei en haar zijrivieren. Hun handelsnetwerk reikte van de Grote Meren tot de Golfkust en tot in de Southeast van de Verenigde Staten.